# Magatzem Ensesa
El Magatzem Ensesa era un edifici situat a la carretera de Barcelona, núm. 57 de Girona. Va ser projectat per l'arquitecte Rafael Masó Valentí i promogut per l'industrial Josep Ensesa, pel que l'arquitecte va dissenyar diversos projectes.
Es tractava d'un magatzem format per una gran nau amb una coberta a dues aigües amb una estructura d'encavallades, i una altra de més petita de forma triangular coberta amb voltes de rajol pla. La façana era l'element més significatiu, amb sòcol de pedra de Girona, murs estucats coronats amb rajol a sardinell i trencaaigües, plafó central i medallons de ceràmica vidrada de color groc. Va ser construït al 1911, i enderrocat l'any 1981. Actualment es conserven alguns elements ceràmics al Museu d'Història de Girona.